# رود فصلی پسک
 رود فصلی پسک یک رود در حوضه آبریز دریاچه نمک در استان البرز ایران است که از خوزنان قزوین در رشته کوه البرز سرچشمه می‌گیرد. این رود در ارتفاع ۱۵۵۱ متری واقع شده است.